# 福井県立坂井農業高等学校
福井県立坂井農業高等学校（ふくいけんりつ さかいのうぎょうこうとうがっこう、英: Fukui Prefectural Sakai Agricultural High School）は、かつて福井県坂井市坂井町宮領にあった公立の農業高等学校。再編により福井県立坂井高等学校（当校所在地に設立）へ統合され、2016年（平成28年）3月末に閉校した。

## 設置学科
- 生産技術科（2年次から下記の3コースに分かれる）
  - 農業コース
  - 園芸コース
  - 教養コース
- 食品科（2年次から下記の3コースに分かれる）
  - 加工コース
  - 流通コース
  - 教養コース
- 環境システム科（2年次から下記の3コースに分かれる）
  - 建設システムコース
  - 環境デザインコース
  - 教養コース

## 沿革
- 1917年（大正6年）12月 - 文部大臣より設立認可し、坂井郡立農学校創立。
- 1923年（大正12年）4月 - 郡制廃止と共に県移管し、福井県立坂井農学校に改称。
- 1942年（昭和17年）4月 - 女子部新設。
- 1947年（昭和22年）4月 - 畜産科新設。
- 1948年（昭和23年）4月 - 学制改革により福井県立丸岡高等学校を設立し、総合制として普通・農業・家庭課程を設置。元福井県立坂井農学校を西校舎（農業課程）、元丸岡高等女学校を東校舎（普通、家庭課程）と称し授業開始。
- 1951年（昭和26年）4月 - 農業土木科、家庭園芸科の2科を新設。
- 1953年（昭和28年）4月 - 農業課程を福井県坂井農業高等学校として独立開校。
- 1957年（昭和32年）3月 - 福井県立坂井農業高等学校と改称。
- 1961年（昭和36年）3月 - 更衣室、ケージバタリー鶏舎、肥育豚舎竣工。
- 1963年（昭和38年）3月 - 農業機械実習室、畜産・農産加工実習室、乳牛舎竣工。
- 1965年（昭和40年）9月 - 外運動場造成。
- 1969年（昭和44年）11月 - 校舎落成。
- 1972年（昭和47年）11月 - 旧坂井中学校跡地買収。
- 1978年（昭和53年）11月 - 泉水竣工。
- 1979年（昭和54年）12月 - 山室農場果樹棚竣工。
- 1982年（昭和57年）3月 - 食品加工実習棟竣工。
- 1986年（昭和61年）4月 - 第2体育館、牛舎、豚舎、汚水処理場、堆肥舎竣工。
- 1987年（昭和62年）3月 - 自転車小屋竣工。
- 1988年（昭和63年）5月 - 収納舎、クラブハウス竣工。
- 1990年（平成2年）3月 - 生物工学関係実習施設竣工。
- 1991年（平成3年）
  - 3月 - リフレッシュ事業による第1体育館改修。
  - 9月 - CAI実習室設置。
- 1992年（平成4年）
  - 3月 - 農業管理実習棟竣工。
  - 4月 - 生物生産科、食品科学科、農業工学科、生活経済科の4学科に学科改編。
  - 12月 - 農業実践室（ミニスーパー）設置。
- 1993年（平成5年）9月 - 理科教棟リフレッシュ。
- 1994年（平成6年）2月 - 文書処理実習室設置。
- 1996年（平成8年）3月 - 環境制御温室竣工。
- 1997年（平成9年）
  - 3月 - 本館リフレッシュ竣工。
  - 4月 - 生産技術科、食品科、環境システム科の3学科に学科改編。
- 1999年（平成11年）2月 - 宿泊研修施設「白峰会館」落成。
- 2005年（平成17年）3月 - 家畜糞尿処理装置設置。
- 2006年（平成18年）
  - 7月 - 本館教室冷房開始。
  - 8月 - 第1体育館天井改修。
- 2007年（平成19年）4月 - 文科省委託事業地域に根ざした学校給食推進「嶺北養護学校」との連携を始める。
- 2008年（平成20年）4月 - エコロジカルアグリハイスクール（環境を重視した農業高校）宣言。
- 2010年（平成22年）3月 - CAI学習装置更新、テニスコート改修。
- 2011年（平成23年）10月 - 山室農場ビニールハウス新築工事。
- 2012年（平成24年）3月 - 畜産加工実習室修繕工事。
- 2014年（平成26年）4月 - 県立高校再編整備により、坂井農業高等学校、春江工業高等学校、金津高等学校経理科・情報処理科、三国高等学校家政科を統合し、福井県立坂井高等学校を開校。
- 2016年（平成28年）
  - 3月4日 - 最後の卒業式、閉校式を実施[1]。
  - 3月31日 - 閉校[2]。

## 山室農場
- 1924年（大正13年）に福井県立坂井農学校の農業実習候補地として、細呂木村山室（現在のあわら市山室）に選ばれ、翌年4月に山室農場として設置された。

## 主な生産物
- ナシ （幸水・豊水・新興）
- ブドウ （藤稔・マスカットベリーA）
- クリ （国見・有麿・石鎚）
- サツマイモ （ベニアズマ・金時）
- 黄金燻製（ブロイラー・地鶏）
- ハム（親鳥）
- クッキー（チョコチップ）

## 部活動
- 運動部 - 野球、サッカー、バスケットボール（男）、自転車、テニス（男・女）、ソフトテニス（女）、バレーボール（男・女）、卓球、柔道、バドミントン（男・女）、ウエイトリフティング
- 文化部 - 吹奏楽、茶道、放送、美術、書道、吟詠剣詩舞、自動車、測量、技術、機械研究、電気チャレンジ、農業研究、食品研究、商業研究、生活研究、文芸、華道

## 校歌
作詞：野村行一、作曲：小出浩平

## 県立高校再編
同校敷地内に、2014年（平成26年）4月に当校と春江工業高校が統合し、さらに、金津高校の経理科と情報処理科、三国高校の家政科が合併し、総合産業高等学校の福井県立坂井高等学校が開校した。

## 所在地
〒919-0152 福井県坂井市坂井町宮領57-5

### 山室農場
〒919-0601 福井県あわら市山室

## アクセス
- JR北陸本線丸岡駅 徒歩約3分

## 出身者
- 冨澤昌三 - メガネトップ創業者・会長